# ديف شيريدان
ديف شيريدان (بالإنجليزية: Dave Sheridan)‏ هو رسام كارتون أمريكي، ولد في 7 يونيو 1943 في أوهايو في الولايات المتحدة، وتوفي في 28 مارس 1982 في سان فرانسيسكو في الولايات المتحدة بسبب سرطان.